# Ugo Baracco
Ugo Baracco (n. 1949) este un pictor italian. 
A studiat pictura în Padova înainte de a urma cursurile oferite de Accademia delle Belle Arti din Veneția, unde a urmat un curs de bază în gravură și grafică. A experimentat cu diferite forme de gravuri, cum ar fi acquatinta, acquafortis mezzotinto și și-a perfecționat continuu propriile sale tehnici.
Ugo Baracco a studiat lucrările unor mari maeștri venețieni, cum ar fi Canaletto, Francesco Guardi și Giovanni Battista Piranesi. Astăzi, influența acestor artiști se poate observa în lucrările sale. 
Magia iluzorie a Veneției îi oferă artistului o sursă inepuizabilă de inspirație, de capacitatea tehnică și sensibilitate unică, îi permite să surprindă esența acestui oraș fantastic. El a avut numeroase expoziții în întreaga lume, inclusiv Anglia, Franța, Japonia și pe tot cuprinsul Statelor Unite ale Americii, de asemeni el a primit premii prestigioase iar prin includerea sa în colecții particulare din întreaga lume și-a câștigat recunoașterea internațională.
Ugo Baracco folosește un proces original pentru a face  gravuri și aquatinta. O placă de zinc sau cupru este acoperită cu o substanță pe bază de ceară. Design-ul este elaborat pe ceară cu un vârf ascuțit care expune metalul. Placa este apoi pusă într-o baie de acid care corodează zonele expuse. Gradul de intensitate se realizează prin cantitatea de timp la care placa este expusă în contact cu acidul. În final, gravura este imprimată pe hârtie fabricată manual, de către artist, dând culorile fiecărei plăci în mod individual.
Aceasta garantează că nu există două lucrări asemănătoare. Fiecare ediție este numerotată și limitată. Controlul tuturor aspectelor procesului creativ este consumator de timp și solicitant, dar asigură originalitate și calitate.